# ルール・ブリタニア
ルール・ブリタニア（英語: Rule, Britannia!、統べよ、ブリタニア!）は、イギリスの愛国歌である。イギリスを擬人化した女神ブリタニアが世界を支配するであろうと高らかに歌い上げる。

## 概要
スコットランド出身の詩人たるジェームズ・トムソンの「ルール・ブリタニア」の詩に、トマス・アーンによって1740年に曲がつけられた。この歌は仮装劇『アルフレッド大王』の劇末部分に含まれている。
ブリタニアとは、イギリスを擬人化した女神のことであり、つまりこの曲は、イギリスが世界を支配するであろうという気宇壮大な歌である。ロンドンで1745年に初演され、すぐに人気を博した。
ドイツの作曲家ルートヴィヒ・ヴァン・ベートーヴェンは、この曲の旋律を編曲したものを取り入れ、管弦楽曲『ウェリントンの勝利』（作品91、1813年）を作曲しており、また同様にピアノ曲『ルール・ブリタニアによる5つの変奏曲』（WoO 79、1803年）という作品も残している。また、ドイツの作曲家リヒャルト・ワーグナーも、勉強中の青年期に序曲『ルール・ブリタニア』（WWV 42、1837年）を作曲している。初期作品の中でも演奏の機会は少ない。
「Britannia rule the waves」のフレーズは、19世紀初頭から20世紀前半までのイギリス海軍による同国の世界進出を象徴した。
現在でも、BBCプロムスの最終夜にヘンリー・ウッドによる編曲『イギリスの海の歌によるファンタジア（Fantasia on British Sea Songs』の最後の1曲として演奏されることが定番になっている。この他、スコットランドのサッカークラブ、レンジャーズFCのサポーター歌でもある。
この曲を歌唱するときは、「Rule, Britannia!～never shall be slaves」の節を2～3回繰り返し「断じて奴隷とはなるまじ」と強調している場合が多い。

## 歌詞
| When Britain first at Heav'n's command Arose from out the azure main; This was the charter of the land, And guardian angels sang this strain; Rule, Britannia! Britannia, rule the waves: Britons never never never shall[will] be slaves.           | この世のはじめ 神の命を受け 碧海の中から興る ブリタニア 「これこそ証 国の証ぞ」と 守護天使らは斯く 歌い合えり 統べよ、ブリタニア! 大海原を統治せよ ブリトンの民は 断じて 断じて 断じて 奴隷とはならじ                     |
| The nations not so blest as thee, Shall in their turns to tyrants fall; While thou shalt flourish great and free, The dread and envy of them all. Rule, Britannia! Britannia, rule the waves: Britons never never never shall[will] be slaves.       | 汝より祝福されえぬ国は 暴虐なる支配者の前に伏すだろう なれども汝、豊かに自由に繁栄し 他の恐れと羨望 その身に浴びるを 感じるだろう 統べよ、ブリタニア! 大海原を統治せよ ブリトンの民は 断じて 断じて 断じて 奴隷とはならじ |
| Still more majestic shalt thou rise, More dreadful from each foreign stroke; As the loud blast that tears the skies, Serves but to root thy native oak. Rule, Britannia! Britannia, rule the waves: Britons never never never shall[will] be slaves. | 他国らがさらに畏怖して見つめる程 汝は尚も威厳もて育つべし 自然の樫の根付くことを除き 汝に服す 天裂く疾風の如く 統べよ、ブリタニア! 大海原を統治せよ ブリトンの民は 断じて 断じて 断じて 奴隷とはならじ                    |
| Thee haughty tyrants ne'er shall tame, All their attempts to bend thee down Will but arouse thy generous flame; But work their woe, and thy renown. Rule, Britannia! Britannia, rule the waves: Britons never never never shall[will] be slaves.     | 汝を屈さす力無き 暴君の 汝をおとしめんとする 試みは全て 怒りに代えて 寛大なる情熱と 彼らの悲劇と 汝の名声立たしむ 統べよ、ブリタニア! 大海原を統治せよ ブリトンの民は 断じて 断じて 断じて 奴隷とはならじ                 |
| To thee belongs the rural reign; Thy cities shall with commerce shine; All thine shall be the subject main, And every shore it circles thine. Rule, Britannia! Britannia, rule the waves: Britons never never never shall[will] be slaves.           | 汝にとって 支配は田舎の平和な地までも 汝の都市は 商業の繁栄をうけ 汝のものは全て 僕なる海原と 汝を取り巻く 数多の海の国 統べよ、ブリタニア! 大海原を統治せよ ブリトンの民は 断じて 断じて 断じて 奴隷とはならじ           |
| The Muses, still with freedom found, Shall to thy happy coast repair; Blest Isle! With matchless beauty crowned, And manly hearts to guide the fair. Rule, Britannia! Britannia, rule the waves: Britons never never never shall[will] be slaves.    | 自由を見いだし給う 九女神 汝の幸福のため 浜辺を整えり ああ聖なる島よ! 無比の美を冠し 正義を守る 雄々しき心を秘めた 統べよ、ブリタニア! 大海原を統治せよ ブリトンの民は 断じて 断じて 断じて 奴隷とはならじ                |